# La conexión (película de 1961)
The Connection es una película de metraje encontrado de 1961 dirigido por la cineasta experimental estadounidense Shirley Clarke. La película fue el primer largometraje de Clarke; había realizado varios cortometrajes durante la década anterior. Jack Gelber escribió el guion, adaptando su obra del mismo nombre. La película fue objeto de importantes casos judiciales relacionados con la censura. Es la primera película conocida filmada en formato de metraje encontrado y que comienza con una tarjeta de título de metraje encontrado.

## Argumento
Una tarjeta de título anuncia que la película es el resultado de metraje encontrado reunido por el camarógrafo J.J. Burden (Roscoe Lee Browne) que trabaja para el aclamado documentalista Jim Dunn (William Redfield), quien ha desaparecido.
Leach (Warren Finnerty), un adicto a la heroína, presenta al público su apartamento donde otros adictos a la heroína, una mezcla de músicos de jazz actuales y anteriores, esperan que aparezca Cowboy (Carl Lee), su conexión con las drogas. A medida que los hombres se ponen cada vez más nerviosos, esperando su dosis, algunos de ellos comienzan a dirigirse directamente a la cámara. Aunque el director Jim Dunn le pide a su operador de cámara JJ que apague la cámara, JJ lo filma entrenando a los adictos a "actuar con naturalidad" y revelando dónde están escondidos los micrófonos y las luces en el apartamento. Además, Jim revela que él es quien les ha dado a los adictos el dinero para su heroína a cambio de poder filmarlos.
Jim, que se pone nervioso con los adictos, confiesa en privado la esperanza de poder filmar la conexión detrás de la conexión. Los adictos rechazan esta idea y sugieren que sería más interesante ver a Jim consumir heroína. J.J. sugiere que Jim comience con marihuana, lo que Leach encuentra divertido y ni siquiera tiene.
Finalmente llega el vaquero, trayendo consigo a una mujer mayor llamada Hermana Salvación que no tiene idea de lo que están haciendo. Los hombres se disparan uno a uno en el baño.
Bajo la presión de los otros hombres, que afirman que Jim los está explotando, Jim acepta probar la heroína. Casi inmediatamente enferma por los efectos, que son mucho más fuertes en él que en los demás. A pesar de esto, Jim continúa filmando a los demás animándolos a actuar de manera más cinematográfica y diciéndole a Cowboy que una vez pensó en convertirlo en el "héroe" de su película.
A pesar de que Cowboy le inyectó heroína a Leach, Leach afirma no estar drogado. Molesto, Cowboy le da a Leach la heroína y le permite inyectarse él mismo, lo que hace a la vista de J.J.
Sin embargo, este disparo final resulta demasiado para Leach y Leach sufre una sobredosis, pero Cowboy logra revivirlo y Leach continúa teniendo un mal viaje.
Los hombres que quedan esperan a que aparezca su próxima conexión. Mientras tanto, Jim se dirige a J.J. y le dice que la película le pertenece y se une a los otros adictos que esperan.

## Reparto
- Warren Finnerty como Leach
- Jerome Rafael como Solly
- Garry Goodrow como Ernie
- Jim Anderson como Sam
- Carl Lee como vaquero
- Barbara Winchester como hermana salvación
- Henry Proach como Harry
- Roscoe Lee Browne como J.J .Burden
- William Redfield como Jim Dunn
- Freddie Redd como pianista
- Jackie McLean como saxofonista
- Larry Richie como baterista
- Michael Mattos como bajista

## Antecedentes
Basada en la obra The Connection de Jack Gelber, la película sigue a un joven cineasta que intenta filmar a unos adictos que esperan la llegada de su traficante de heroína.
La mayoría de los actores de la producción teatral original repitieron sus papeles para la película: Warren Finnerty como Leach, Carl Lee como Cowboy, Garry Goodrow como Ernie, Jerome Raphel como Solly, Barbara Winchester como Sister Salvation y Henry Proach como Harry. Aparecieron todos los músicos de la producción teatral original: Freddie Redd (compositor, piano), Jackie McLean (saxo alto), Michael Mattos (bajo) y Larry Ritchie (batería). Los miembros no originales del reparto James Anderson y William Redfield asumieron los papeles de Sam y Jim Dunn. El personaje de Jaybird fue eliminado de la película, ese papel esencialmente pasó a ser un operador de cámara en gran parte fuera de la pantalla, J.J. Burden, con la voz de Roscoe Lee Browne. La música que se reproduce en el tocadiscos en pantalla es "Marmaduke" interpretada por Charlie Parker (toma 4).
La película ayudó a aflojar la censura cinematográfica, ya que Clarke y el productor Lewis Allen habían presentado una demanda para poder proyectar la película en Nueva York. (La película se estrenó en el Festival de Cannes en 961). En esa época, en Nueva York, el Departamento de Educación del Estado tenía derecho a voto en la junta estatal de licencias cinematográficas, y votaban a favor de denegar una licencia, principalmente con el argumento de que La palabra "mierda" se usó repetidamente durante la película a pesar de que se usaba principalmente para referirse a las drogas.
El caso llegó al Tribunal de Apelaciones del Estado de Nueva York (el tribunal más alto del estado). El Tribunal de Apelaciones confirmó la decisión de la División de Apelaciones de nivel intermedio, que había sostenido que, si bien era "vulgar", este uso no podía considerarse obsceno. Al final, la película no tuvo éxito en taquilla.

## Restauración
El 4 de mayo de 2012, Milestone Films lanzó una versión de The Connection restaurada por UCLA Film and Television Archive.

## Otras lecturas
- Rabinovitz, Lauren (2003). Points of Resistance: Women, Power & Politics in the New York Avant-Garde Cinema 1943-71 (2da. edición). University of Illinois Press.
- The Connection Company v. Regents of the University of the State of New York (2da. edición). 1962.